# Illiteralität

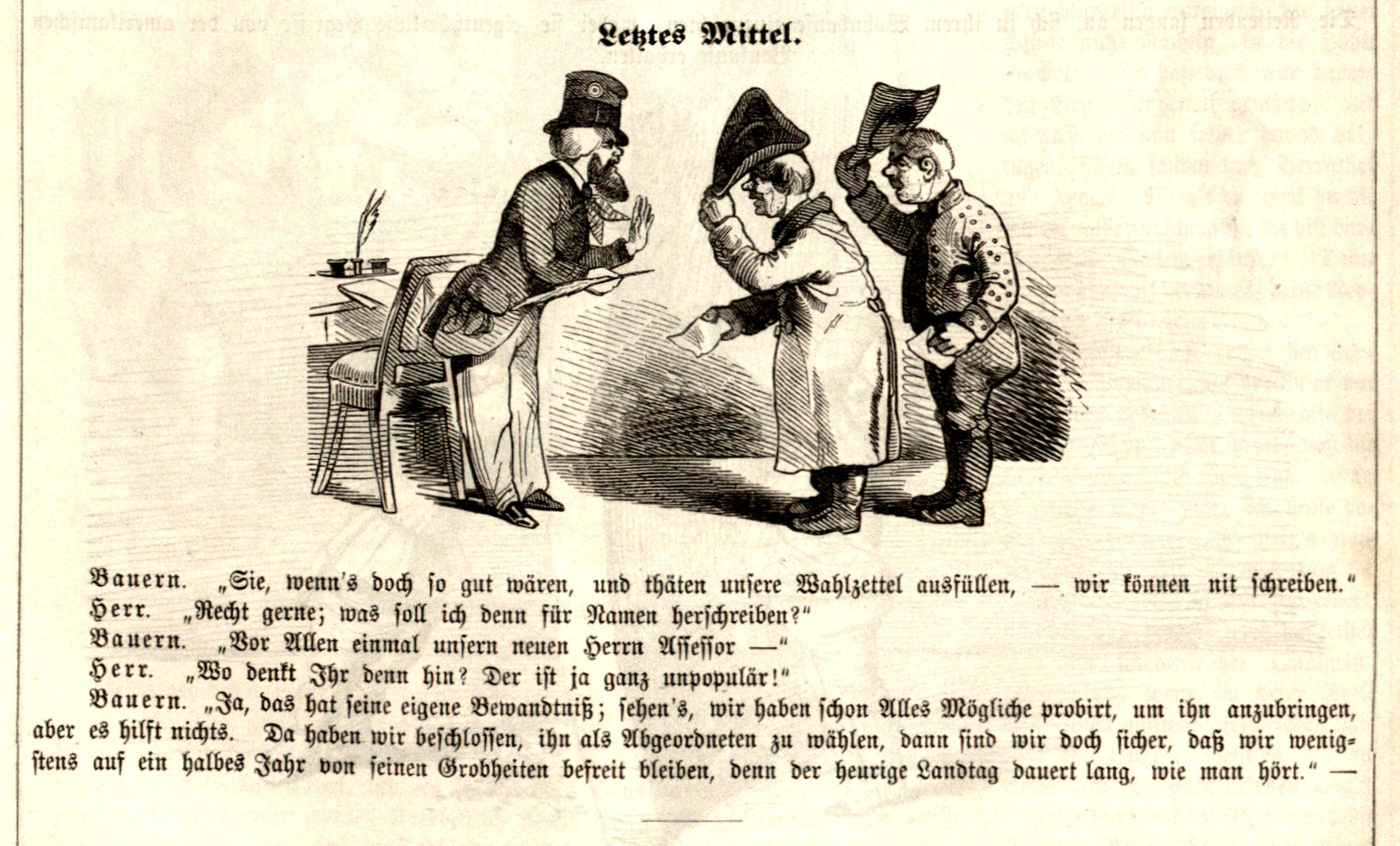
Fliegende Blätter, 1849. Zwei illiterate Bauern bitten einen Herrn, einen Wahlzettel für sie auszufüllen

Der Ausdruck Illiteralität (von lateinisch littera – „Buchstabe“) bezeichnet im Wortsinn eine mangelnde Schreib- und Lesekompetenz (Analphabetismus) und ist die Negation von Literalität.
Der englische Begriff illiteracy bzw. illiterate wird zudem häufig mit „Bildungslosigkeit“, „ungebildet“ übersetzt. In dieser Bedeutung ist Illiteralität (von lateinisch illiteratus) auch im Deutschen verbreitet, sie umfasst den Mangel an Textverständnis und Sinnverstehen, geringe sprachliche Abstraktionsfähigkeit, mangelnde Vertrautheit mit Büchern, Texten und Geschichten, allgemeiner die fehlende Medienkompetenz.
Schriftlose Kulturen verfüg(t)en in der Regel dennoch über (komplexe) mündliche Überlieferungen, mündliche Literatur und Erzählungen. Ebenso verfügen in heutigen alphabetisierten Kulturen auftretende Analphabeten trotz ihrer nicht oder kaum vorhandenen Schriftkompetenz über Wissen und Bildung in Form von Geschichten (z. B. Moderne Sagen) und Literatur, die sie durch Film und Fernsehen, durch soziale Kontakte u. ä. vermittelt erhielten und selbst vermitteln.
Abzugrenzen ist Illiteralität von Illetrismus, der unter anderem in der Pädagogik als funktionaler Analphabetismus enger gefasst wird. Das Fehlen einer, in einer Kultur verankerten, Lese- bzw. Schreibfähigkeit wird als Illiteralität bezeichnet.

## Hintergründe
Sprache kann sich in zwei wesentlichen Weisen verwirklichen. Aus der Perspektive ihrer Expressionsweisen kann Sprache in einer gesprochenen (Rede) und in einer geschriebenen (Text) Weise geäußert werden. Ein sprachliches Zeichen kann als akustisches (Sprechen) oder aber grafisches Zeichen (Schreiben, Lesen) realisiert und vom Rezipienten in einem medialen Kommunikationsprozess aufgenommen werden.
| Verben            | gesprochene Sprache               | geschriebene Sprache              |
| ----------------- | --------------------------------- | --------------------------------- |
| Gestalt oder Form | Phonie                            | Grafie                            |
| Bedeutung         | Semantik (Bedeutung, z. B. Hören) | Semantik (Bedeutung, z. B. Lesen) |

Beide Expressionsweisen ermöglichen in der menschlichen Interaktion spezielle kommunikative Aufgaben, die sich im Kontext ihrer geschichtlich-kulturellen Entwicklung zeigen. Allgemein betrachtet können versprachlichte Bewusstseinsinhalte, Äußerungen potentiell über einen längeren Zeitraum aufbewahrt und unabhängig vom Ort ihrer Produktion und ihrer Zeit wiederholt werden (Piktogramm, Schrift, Schreibgerät, Hieroglyphenschrift, Tontafel, Quipu, Wachstafel, Buch, Publikation usw.), wenn sie verschriftlicht wurden. Die geschriebene Sprache ist das Mittel der indirekten Kommunikation.
Die gesprochene Sprache setzt den Kontakt zum Interaktionspartner voraus. Daraus ergibt sich im Allgemeinen ein gemeinsamer Situationsbezug (Kontext), der eine sofortige Rückkopplung ermöglicht. Sie ist das Mittel der direkten Kommunikation. Während die gesprochene Sprache kommunikative Mittel zum Ausdruck von Emotionen, Gemütsbewegungen im Sinne von Affekten besitzt, so etwa in der Art der Intonation, der Wort- und Satzmelodie, dem Akzent, die sich im Gegenüber über eine Emotionserkennung dechiffrieren lassen, sind in der geschriebenen Sprache solche Eigenschaften nur durch sekundäre Mittel auszudrücken, etwa durch Satzzeichen, Erzählweise u. ä. m. 
In der geschriebenen Sprache besteht kein unmittelbarer Kontakt zwischen den Kommunizierenden, auch besteht im Allgemeinen kein direkter gemeinsamer Kontext oder Situationsbezug, so dass in der geschriebenen Sprache das Mitzuteilende der speziellen Form gemäß anders formuliert oder versprachlicht werden muss; die Texte sind zumeist komplizierter gestaltet, sie sind von einer höheren Intentionalität und Antizipation geprägt. Dadurch ist die Reichweite innerhalb einer Kultur höher, der Grad der Konservierung und Reproduktion ausgeprägter und die Möglichkeit, die Wirklichkeit in spezifische Realitäten mit größerer Präzision, Vollständigkeit und Überschaubarkeit abzubilden, ist gegeben. Der kulturelle Vorteil liegt darin, dass die geschriebene Sprache zeitunabhängig verstanden und dass der Inhalt mehrmals gelesen werden kann.
Die Verschriftlichung der gesprochenen Sprache ist eine der frühesten Kulturtechniken, die – abgesehen von der Entwicklung der „Sprache“ auf der Basis der menschlichen Sprachfähigkeit als solcher – die Menschheit entwickelte. Als ein Medium zur Kommunikation bzw. als Kommunikationsmittel hält sie den Prozess der Weitergabe (Mündliche Überlieferung vs. Schriftliche Überlieferung) und Archivierung von Wissen aufrecht (siehe auch Geschichte der Schrift).